# パッサロヴィッツ条約
パッサロヴィッツ条約（パッサロヴィッツじょうやく）は、1718年7月21日にパッサロヴィッツ（現・セルビアのポジャレヴァツ）で、オスマン帝国とハプスブルク君主国（オーストリア大公国）・ヴェネツィア共和国の間に結ばれた条約。
パッサロヴィツ条約などとも表記される。

## 概要
1714年から1718年にかけて、オスマン帝国はヴェネツィアとギリシャやクレタ島でトルコ・ヴェネツィア戦争を有利に戦っていた一方で、墺土戦争ではペーターヴァルダインの戦いとベオグラード包囲戦でオイゲン公率いるオーストリア軍に敗れており、両戦争の講和条約として締結された。
本条約は軍事情勢を反映して、オスマン帝国は、ハンガリーの残部、ワラキア西部（オルテニア）・セルビア北部・ボスニア北部などをオーストリアに割譲した。ヴェネツィアはペロポネソス半島を放棄し、1699年のカルロヴィッツ条約で得た領土のうちで残っているのは、クレタ島の居留地やイオニア諸島などとなった。17世紀末から18世紀にかけて、オスマン帝国が軍事的に退潮傾向にあったことを象徴する。